# ريتشارد قاي كوندون
ريتشارد قاي كوندون (بالإنجليزية: Richard Guy Condon)‏ هو عالم إنسان أمريكي، ولد في 1952 في بلينفيلد في الولايات المتحدة، وتوفي في 7 سبتمبر 1995 في شبه جزيرة تشوكشي في روسيا.